# Gao Ning
Pour les articles homonymes, voir Gao.
Dans ce nom singapourien, le nom de famille, Gao, précède le nom personnel Ning.
Gao Ning, né le 11 octobre 1982 dans la province du Hebei (Chine), est un pongiste singapourien.
La meilleure place de Gao Ning au classement mondial ITTF est la 9e qu'il atteint en avril 2008. Depuis 2007, il est généralement situé dans le Top 20.
Avec l'ASTT Chartres, Gao Ning est finaliste de la Ligue des Champions en 2013 et remporte trois Championnats de France consécutifs (2012, 2013 et 2014).

## Biographie
Il a notamment remporté le tournoi en simple homme des Championnats du Commonwealth de tennis de table en 2007. La même année, il gagne le tournoi en simple homme de la coupe d'Asie.

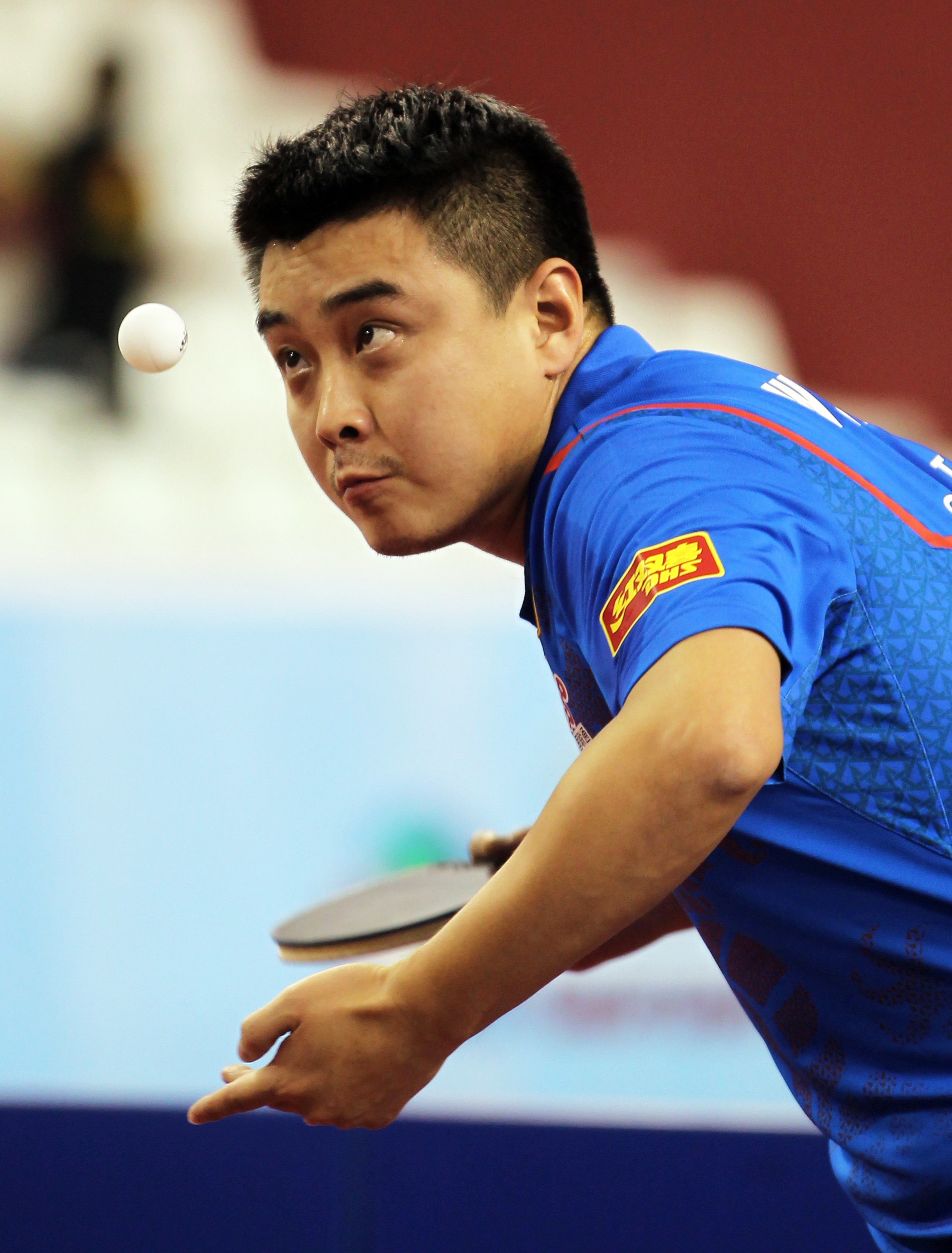
Wang Hao, bourreau de Ning aux JO 2012 et aux Mondiaux 2013.

Lors des Jeux olympiques d'été de 2008, Gao Ning est qualifié automatiquement pour l’épreuve individuelle grâce à sa 10e place au classement mondial ITTF. Il fait aussi partie de l'équipe de Singapour.

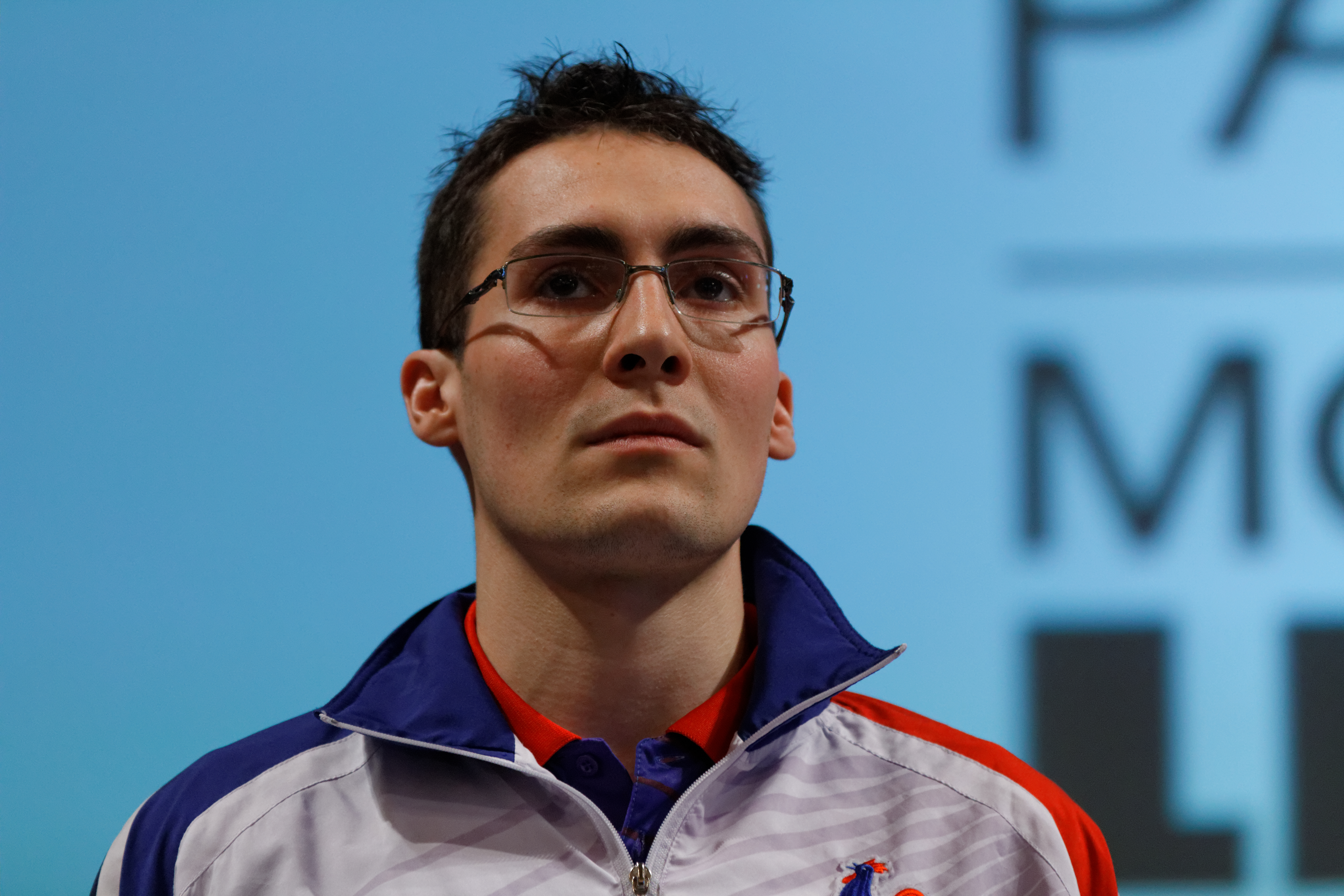
Adrien Mattenet élimine Gao Ning en 16e de finale des Mondiaux 2011.

En 2011, Gao Ning est éliminé en 16e de finale du Championnat du monde par le français Adrien Mattenet.
Lors des Jeux olympiques d'été de 2012, en simple homme, Gao Ning fait partie des seize premières têtes de séries directement qualifiées pour le 3e tour. Le Singapourien de l'ASTT Chartres est éliminé en huitièmes de finale par le Chinois Wang Hao (n°4 mondial) en cinq manches (1-4). Dans la compétition par équipe, avec celle de Singapour dont il est le mieux classé, il se hisse jusqu’en quart-de-finale, battu par la Chine.
Un an plus tard, aux Championnats du monde, c'est de nouveau le Chinois Wang Hao qui l'élimine en huitièmes-de-finale.
Chef de file de l'ASTT Chartres, Gao Ning commence la saison 2013-2014 comme il acheve la précédente : avec l’étiquette de n°1 dans la hiérarchie du Championnat de France.
Lors de la saison 2013-2014, Gao Ning est responsable de l'exclusion de son club de l'ASTT Chartres de la Ligue des champions. En effet, Ning participe à la Ligue chinoise fin septembre, ce que le règlement de la compétition européenne interdit.
En mars 2015, l'ASTT Chartres déclare que son contrat n'est pas prolongé avant de se raviser deux mois plus tard. Gao Ning s'entend avec le club de Loïc Bréhu pour disputer quelques matches durant la saison : « on préfère l'avoir avec nous que de le voir ailleurs. Ça va nous permettre d'avoir un bon classement au niveau européen et d'être dans le premier chapeau pour le tirage au sort des poules de la Ligue des champions. Et de l'aligner lors des grosses rencontres », confie le président chartrain. L'accord porte sur cinq à huit matches, Coupe d'Europe et championnat compris, durant la saison.

## Palmarès

### Individuel ou double
Open d'Autriche ITTF
- Double-messieurs : vainqueur en 2007 avec Yang Zi

Open d'Inde ITTF
- Simple-messieurs : vainqueur en 2007
- Double-messieurs : vainqueur en 2007 et 2009 avec Yang Zi

Open du Chili ITTF
- Double-messieurs : vainqueur en 2008 avec Yang Zi
- Simple-messieurs : vainqueur en 2012

Open du Koweït ITTF
- Double-messieurs : vainqueur en 2012 avec Li Hu

Grande Finale de l'ITTF Pro Tour
- Double-messieurs : vainqueur en 2008 (avec Ma Long), 2012 et 2013 (avec Li Hu)

### En club
ASTT Chartres
- Ligue des Champions : finaliste en 2013
- Pro A (3) : 
  - Champion en 2012, 2013 et 2014[8]
  - Vice-champion en 2011
- ETTU Cup (1) : vainqueur en 2011

## Style de jeu et matériel
Ce droitier prenant sa raquette à la manière d'un européen est un joueur offensif. Gao Ning utilise une raquette avec un revêtement « Hurricane (Nittaku) » en coup-droit, « Yasaka » en revers et le bois est du « Stiga CR ».